# Podpory społeczeństwa
Podpory społeczeństwa (norw. Samfundets Støtter) – dramat autorstwa Henrika Ibsena z 1877. Utwór był dziełem przełomowym w życiu autora, ponieważ był pierwszym, który cieszył się ogromnym zainteresowaniem odbiorców i przyniósł mu popularność w Norwegii i w krajach europejskich. 

## Treść
Akcja dramatu rozgrywa się w portowym norweskim miasteczku, w domu konsula Bernicka. Jest on osobą dobrze sytuowaną, u szczytu powodzenia zawodowego, zdobył ugruntowaną pozycję społeczną i pokaźny majątek. Cieszy się też poważaniem lokalnej społeczności. W tym stanie rzeczy rozpoczyna działalność spekulacyjną polegającą na wykupie terenów, przez które ma przebiegać planowana linia kolejowa. Wcześniej, powołując się na hasła dobra społecznego, storpedował tańszy i prostszy technicznie  projekt budowy kolei wzdłuż linii brzegowej, dbając o interesy armatorów, będących jego przyjaciółmi. Oprócz prowadzenia nielegalnych interesów Bernick ukrywa też różne kompromitujące go fakty z przeszłości. Dla ratowania swej pozycji poświęca Jana Tönnesena oraz zakochaną w nim swoją siostrę przyrodnią, Lonę Hessel. Ujawnia swoje prawdziwe motywacje dopiero po wyczerpaniu wszystkich innych możliwości. Jego kompromitacja staje się jednocześnie iluminacją, ponieważ zauważa wówczas bezmiar wyrządzonego innym zła, jak również obłudę w jakiej tkwił. Dociera do niego, że nie był podporą społeczeństwa i nie byli nią inni zamożni armatorzy tworzący elitę lokalnej społeczności. Mówił w jej imieniu, ale de facto nic dla niej nie zrobił. Przyznaje się do popełnionych błędów i w ten sposób odzyskuje spokój wewnętrzny i szacunek najbliższych, zaś Lona stwierdza: duch prawdy i duch swobody – oto prawdziwe podpory społeczeństwa. Żona ponownie obdarza go uczuciem, a on sam żyje odtąd zgodnie z regułami moralności.

## Kompozycja
Dzieło Ibsena, choć cieszące się dużą popularnością, ma jeszcze pewne kompozycyjne wady młodości: natłok postaci i epizodów, splątanie akcji, niejasne sceny grupowe. Niedociągnięcia zostały przez autora przeanalizowane i wyeliminowane w jego następnym dziele – Domu lalki. 